# Karangklesem (Pekuncen)
Karangklesem is een bestuurslaag in het regentschap Banyumas van de provincie Midden-Java, Indonesië. Karangklesem telt 4645 inwoners (volkstelling 2010).